# Jeu de noix

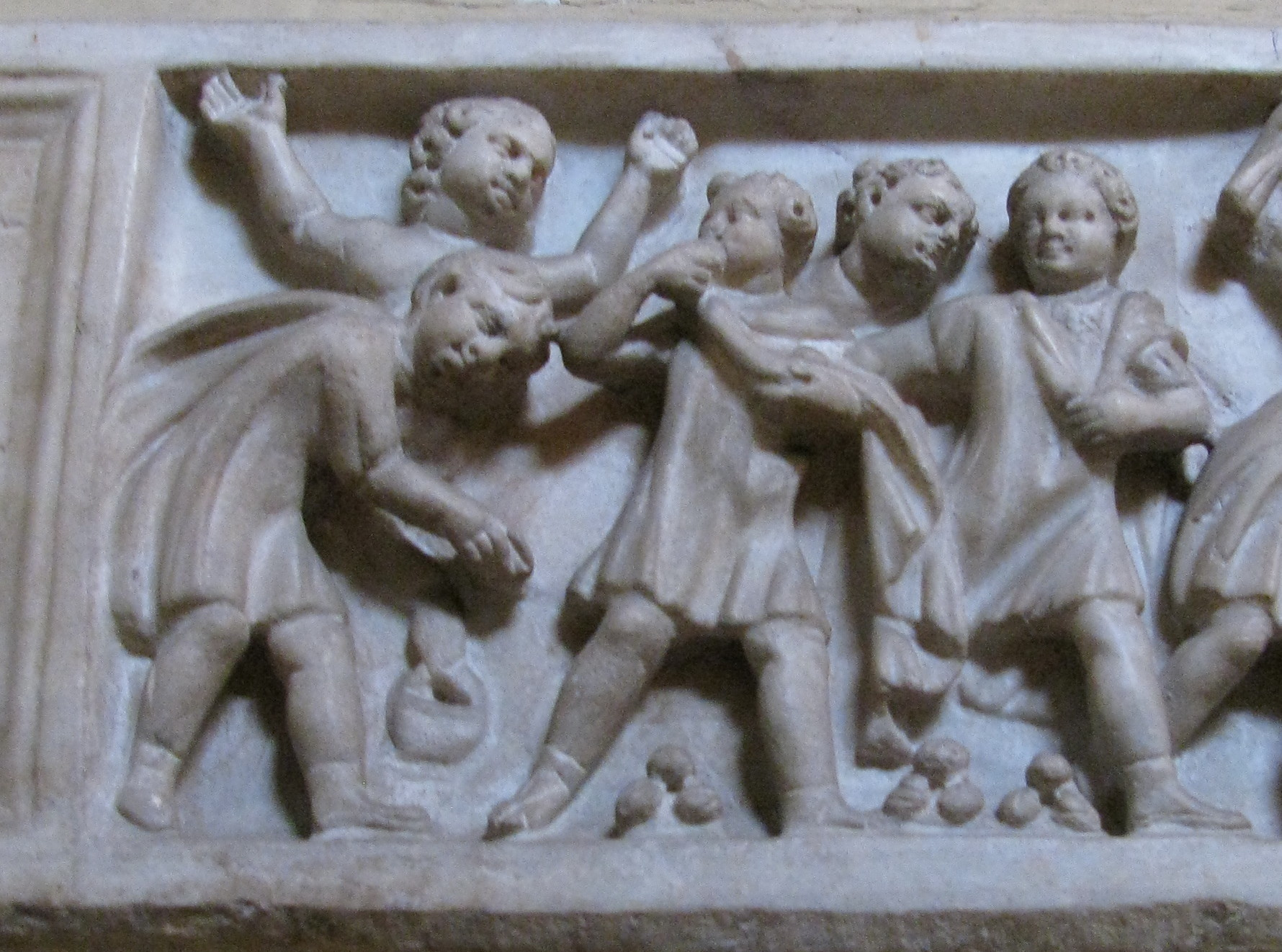
Enfants jouant aux noix, détail d'un sarcophage d'enfant vers 270-300. Musée Pio Clementino, Vatican.

Le jeu de noix ou jeu avec des noix (en latin nucibus ludus) se pratiquait dans la Rome antique, semblable au jeu de billes d'époque moderne. Suétone rapporte que Auguste aimait se délasser en jouant avec des enfants « aux osselets et aux noix ».

## Les règles
Un poème attribué sans trop de certitude à Ovide contient la description de plusieurs façons de jouer aux noix. Selon les manuscrits, deux lectures du premier vers sont possibles. Has puer aut certo rectus dilaminat ictu l'enfant debout (rectus) sépare d'un coup les noix ou dans d'autres manuscrits has puer aut certo rectas dilaminat ictu, l'enfant sépare d'un coup les noix alignées (rectas). Dans le ludus castellorum (jeu des châteaux), le joueur couché vise du doigt une fois ou deux fois quatre noix formant le château, une étant ajoutée à trois autres placées en dessous d'elle . D'autres font descendre une noix sur un plan incliné, ils essaient de lui faire toucher une de celles qui sont à terre. Les noix servent aussi au jeu de pair et d'impair et c'est l'augure qui empoche les richesses qu'il a devinées ! 
Parfois aussi avec de la craie, ils tracent la constellation du Delta, qui est aussi la quatrième lettre des Grecs et la traversent par un certain nombre de lignes : chacun jette une baguette et emporte autant de noix que l'indique l'endroit où elle s'est arrêtée. Souvent aussi ils placent à quelque distance un vase creux où doit tomber une noix envoyée d'une main légère.

## Expression
L'expression latine nuces relinquere (« cesser de jouer aux noix ») signifie « renoncer aux jeux de l'enfance ».